# جمهوری سوم کره
جمهوری سوم کره جنوبی از دسامبر ۱۹۶۳ تا نوامبر ۱۹۷۲ دولت رسمی کره جنوبی بود.
جمهوری سوم با انحلال شورای عالی بازسازی ملی کره که از زمان سرنگونی  جمهوری دوم از ماه مه ۱۹۶۱ تحت عنوان یک حکومت نظامی بر سرکار بود تأسیس شد. پارک چونگ هی رئیس شورای عالی پس از انتخابات ریاست جمهوری در ۱۹۶۳ به عنوان رئیس‌جمهور انتخاب شد.
جمهوری سوم آغازی بر بازگشت دولت غیرنظامی تحت نظارت  مجمع ملی اعلام شد، اما در عمل یک دیکتاتوری تحت حکومت پارک چونگ هی بود و اعضای مجمع ملی تحت کنترل حزب جمهوری خواه دموکراتیک کره جنوبی بودند.
در جمهوری سوم اولویت‌های کره جنوبی توسعه اقتصادی، مقابله با کمونیسم و تقویت روابط با ایالات متحده و ژاپن شد.
پارک در انتخابات ریاست جمهوری کره جنوبی در ۱۹۶۷ مجدداً انتخاب شد و مجمع ملی به وسیله اصلاحیه قانون اساسی مجبور شد به وی اجازه دهد تا برای دوره سوم، مجدداً انتخاب شود و در انتخابات ریاست جمهوری کره جنوبی در ۱۹۷۱ شرکت کند.
   پارک در دسامبر ۱۹۷۱ وضعیت اضطراری اعلام کرد و برنامه‌هایی را برای اتحاد دوباره کره در ارتباط مشترک با کره شمالی در ژوئیه ۱۹۷۲ آغاز کرد.
پارک برنامه ای تحت عنوان بازسازی اکتبر را در اکتبر ۱۹۷۲ راه اندازی کرد و حکومت نظامی اعلام کرد، با انحلال مجلس ملی برنامه‌هایی برای قانون اساسی جدید اعلام کرد. جمهوری سوم با تصویب قانون اساسی یوسین در رفراندوم مشروطه کره جنوبی ۱۹۷۲ منحل شد و با جمهوری چهارم کره جایگزین شد.